# 2 Armia Wojska Polskiego
2 Armia Wojska Polskiego – związek operacyjny ludowego Wojska Polskiego utworzony 8 sierpnia 1944.
Właściwe formowanie armii zaczęło się 20 sierpnia 1944. Dowódcą mianowano gen. dyw. Karola Świerczewskiego. W styczniu 1945 związek rozpoczął wykonywanie działań bojowych. Armia została rozwiązana 22 sierpnia 1945, a jej sztab wykorzystano do sformowania dowództwa Poznańskiego Okręgu Wojskowego.
W 1945 roku Rosjanie stanowili ponad 56% korpusu oficerskiego 2 Armii Wojska Polskiego.

## Formowanie armii
Według pierwotnego zamysłu Naczelnego Dowództwa WP armia, wraz z istniejącą już 1 Armią Wojska Polskiego i tworzoną równolegle 3 Armią Wojska Polskiego miały utworzyć Front Polski. Planowano, że armia zostanie sformowana do 15 września. Z powodu braku kadr, szczególnie oficerów, zamiaru tego nie udało się zrealizować. Sytuacja poprawiła się po zaprzestaniu formowania 3 Armii WP i przesunięciu jej personelu do jednostek 2 Armii. Pomimo tego na dzień 1 stycznia 1945 armia posiadała 59% stanu etatowego oficerów, 66% podoficerów i 98,5% szeregowców. Większość szeregowych żołnierzy pochodziła z poboru ogłoszonego przez Polski Komitet Wyzwolenia Narodowego 15 sierpnia 1944, z oddziałów Armii Ludowej, Armii Krajowej, Batalionów Chłopskich a także z polskich ochotników z Kresów Wschodnich, Litwy i ZSRR. Podoficerowie i oficerowie rekrutowali się głównie z Armii Ludowej i Armii Czerwonej, gdyż w wyniku mobilizacji zgłosiło się niecałe 6 tys. przedwojennych oficerów zawodowych i rezerwy, z czego do służby nadawało się 4 tysiące. W tej sytuacji znaczną część kadry oficerskiej stanowili Rosjanie (często pochodzenia polskiego) – Polaków-oficerów było 53%, podoficerów 95%, szeregowych 96,5% (dane z 1 stycznia 1945). W wojskach technicznych (artyleria, broń pancerna, saperzy itp.) odsetek oficerów radzieckich był wyższy i sięgał 55%. Bolączkami oddziałów były słabe wykształcenie i doświadczenie kadry dowódczej. W piechocie aż 31% oficerów nie przekraczało 25. roku życia, a blisko połowa z nich nie posiadała wykształcenia średniego. W przypadku podoficerów wykształcenie średnie lub wyższe posiadało 6%.
Od 15 września 1944 rozpoczęto program szkoleń pododdziałów, który zaplanowano na 1,5 miesiąca. W jego trakcie i po zakończeniu okazało się jednak, że ze względu na trudności organizacyjne, braki kadrowe i niski poziom wykształcenia żołnierzy szkolenie trzeba przedłużyć. Na początku stycznia, w ocenie Naczelnego Dowództwa większość jednostek armii osiągnęła przygotowanie do działań bojowych i od 7 stycznia część oddziałów rozpoczęła działania na froncie.
W trakcie formowania 2 Armia została rozlokowana na terenie Lubelszczyzny i Podlasia, jej sztab początkowo mieścił się w Lublinie, później w Lubartowie i w okolicach Radzynia Podlaskiego. Poszczególne oddziały były rozmieszczone w okolicach Trzebieszowa, Siedlisk, Mórd, Lubartowa, Zamościa, Międzyrzeca, Łukowa i Chełma. Ze względu na zniszczenia wojenne i słabą infrastrukturę tych terenów warunki zakwaterowania i aprowizacji były bardzo ciężkie, co ujemnie odbiło się na szkoleniach i przygotowaniu oddziałów do działań bojowych. Niechlubną kartę zapisały sąd wojskowy i prokuratura 2 Armii, które zajmowały się w tym okresie niszczeniem podziemia niepodległościowego. We wsi Kąkolewnica w tymczasowej siedzibie sztabu 2 Armii zamordowano do listopada 1945 roku 1500-1800 osób. Wyroki śmierci wykonywano metodą radziecką: ofiary miały ręce skrępowane drutem. Na Uroczysku Baran pochowano przynajmniej kilkuset przeciwników władzy ludowej.

## Działania bojowe
Od początku stycznia 1945 niektóre pododdziały armii (3 Dywizja Artylerii Przeciwlotniczej, batalion mostowy) prowadziły działania na rzecz 1 Frontu Białoruskiego. Zgodnie z rozkazem Naczelnego Dowództwa, od 28 stycznia 1945 rozpoczęto przegrupowanie głównych sił armii z rejonów formowania do okolic Kutna, Łodzi, Łasku i Piotrkowa Trybunalskiego. Większość sił osiągnęła rejon koncentracji około 5 lutego. Z powodu braku ciężarówek, paliwa, a także obuwia dla żołnierzy część sił i oddziałów tyłowych pozostała na wschodzie. Niektóre pododdziały pełniły służbę w oderwaniu od armii pełniąc m.in. role garnizonowe w Warszawie i Łodzi, czy biorąc udział w walkach o Poznań (2 batalion 35 pułku piechoty 7 DP)potrzebne źródło.
21 lutego Naczelne Dowództwo WP nakazało przegrupować 2 AWP w rejon Piły, Krzyża i Czarnkowa z zamiarem przeciwdziałania ewentualnemu kontratakowi niemieckiemu na kierunku Pomorze-Poznań. Sukces operacji pomorskiej zlikwidował to zagrożenie, a tym samym nieaktualne stało się zadanie armii. Tym niemniej ostatecznie 2 AWP w połowie marca ugrupowała się obronnie w rejonie Gorzów Wielkopolski – Barlinek – Pełczyce – Chłopowo – Klasztorne – Słonów jako odwód 1 Frontu Białoruskiego. Już 19 marca Naczelne Dowództwo Armii Czerwonej zdecydowało o włączeniu armii do 1 Frontu Ukraińskiego i przegrupowaniu w rejon Wrocławia. Przegrupowanie rozpoczęto 21 marca i do końca marca jednostki 2 AWP ugrupowały się obronnie, frontem na południe, na północ od Wrocławia w rejonie Brzeg Dolny – Trzebnica – Oleśnica. Zgodnie z pierwotnym zamiarem dowódcy Frontu, marsz. Iwana Koniewa, siły polskie miały zapobiec ewentualnym próbom przedarcia się sił niemieckich z Wrocławia w kierunku Poznania, a częścią sił wziąć udział w walkach o miasto. W związku z przygotowaniami do operacji berlińskiej zrezygnowano jednak z tego zamiaru i dowódca Frontu postanowił użyć armii na kierunku Nysa Łużycka – Budziszyn. 4 kwietnia został wydany rozkaz zluzowania radzieckiej 13 Armii na odcinku Bukowina (na wysokości m. Trzebiel) – Dłużyna Dolna. Ostatecznie w nocy z 10 na 11 kwietnia 2 AWP zajęła pozycje obronne na Nysie Łużyckiej od Młotowa (na płd. od Łęknicy) do Bielawy Dolnej.

### Operacja łużycka
Fragmentem operacji berlińskiej była tzw. operacja łużycka, w której udział miała wziąć 2 AWP.
8 kwietnia dowódca 1 Frontu Ukraińskiego marsz. Iwan Koniew w swojej dyrektywie nakazał 2 Armii WP wzmocnionej 1 Korpusem Pancernym, 2 Dywizją Artylerii i 14 BA, 98 pułkiem moździerzy Gwardii, trzema batalionami saperów, batalionem chemicznym i kompanią wykrywania min – sforsować Nysę na odcinku Rothenburg, folwark Wysokie oraz nacierać w kierunku Nieski, Welka, Drezno.
Zgodnie z planem dowódcy 1 Frontu Ukraińskiego, armia miała działać w ramach ugrupowania wiążącego (2 AWP i część 52 Armii), którego zadaniem było przełamanie obrony niemieckiej na Nysie Łużyckiej i natarcie na Drezno i Budziszyn oraz ochrona głównych sił Frontu od strony Czechosłowacji. Planowano, że trzeciego dnia operacji zgrupowanie to dokona wyłomu o głębokości 45–60 km i dotrze do rejonu Buchwalde, Königswartha, Budziszyn, a w dalszych działaniach osiągnie Drezno, na które od północy miał nacierać prawoskrzydłowy sąsiad 2 AWP – radziecka 5 Armia Gwardii.
Dowódca 2 Armii WP podjął decyzję, żeby główne uderzenie wykonać na lewym skrzydle siłami wzmocnionych 8 i 9 Dywizji. Prawe skrzydło – 10 i 7 Dywizja miały prowadzić działania wiążące, a dopiero w miarę sukcesu zgrupowania uderzeniowego poszerzać front włamania. 1 Korpus Pancerny wprowadzić w wyłom w drugim dniu operacji. 5 DP stanowiła drugi rzut, a 5 pułk czołgów ciężkich i 2 /16 BPanc odwód. Artyleria miała wykonać 145-minutowe przygotowanie artyleryjskie, a następnie wał ogniowy przed piechotą, zaś wojska chemiczne zasłonę dymną na Nysie. W przeddzień natarcia planowano przeprowadzić rozpoznanie walką w pasie 9 i 8 Dywizji.
Podczas przygotowań do operacji nie rozpoznano właściwie sił przeciwnika, sądząc, że obrona niemiecka ma jedynie charakter kordonowy wzdłuż Nysy. W rzeczywistości w rejonie Budziszyna i Drezna oraz Zgorzelca ześrodkowane były niemieckie dywizje pancerne i inne jednostki, które mogły być wprowadzone do walki. Ponadto dalej na wschód w rejonie Jeleniej Góry znajdowały się kolejne oddziały, które mogły zostać przerzucone na kierunek budziszyński wobec biernej postawy głównych sił 52 Armii radzieckiej.
Operację łużycką 2 Armii WP można podzielić na cztery etapy. W dniach 16-19 kwietnia przełamywano obronę wroga; w drugim etapie, 20-22 kwietnia prowadzono pościg; w trzecim, 23-27 nazywanym bitwą budziszyńską odpierano niemieckie przeciwuderzenia; w czwartym 28 kwietnia – 4 maja armia przeszła do obrony.
16 kwietnia armia przeszła do natarcia. Nieprzyjaciel stawił opór wzdłuż kolejnych linii obrony na Nysie, a następnie na rzekach Weißer Schöps i Schwarzer Schöps. Do głównych starć doszło w okolicach miejscowości Horka, Niska, Diehsa i Neusorge. Nie udało się uzyskać zakładanego tempa natarcia i dopiero trzeciego dnia operacji przełamano ostatnią linię obrony wzdłuż rzeki Schwarzer Schöps i udało się wyjść jednostkami szybkimi nad Sprewę, a nawet uchwycić przyczółki na jej zachodnim brzegu. Armia przyjęła jednak niekorzystne ugrupowanie. Prawoskrzydłowa 10 DP, nadal znajdowała się na prawym brzegu Nysy, pomiędzy 7 DP walczącą o przełamanie ryglowej pozycji Rietschen-Steinbach i 5 DP nacierającą na zachód w kierunku Heideanger/Neudorf pojawiła się luka, a ponadto w wyniku braku koordynacji działań z lewym sąsiadem armii – radziecką 52 Armią – na zachód od Kodersdorfu pojawiła się około 20 km przerwa, w której nie było oddziałów radzieckich ani polskich. Sytuację tę wykorzystali Niemcy wprowadzając do akcji na tym odcinku 20 Dywizję Pancerną. Co gorsza, gen. Świerczewski zaangażował do natarcia praktycznie wszystkie siły armii i nie mógł na zagrożony odcinek przerzucić silnego odwodu. W tej sytuacji konieczne okazało się zawrócenie spod Budziszyna 1 Korpusu Pancernego oraz zatrzymanie natarcia 8 DP w kierunku zachodnim. 19 kwietnia 8 DP i 1 KPanc odpierały skutecznie ataki niemieckie, ponosząc jednak przy tym poważne straty. Decyzją dowódcy Frontu marsz. Koniewa, następnego dnia 2 AWP miała kontynuować natarcie na Budziszyn – Drezno, tak aby osiągnąć 21 kwietnia północne przedpola Drezna. Osłonę od południa miał zapewnić 48 Korpus Piechoty z 52 Armii Radzieckiej. Oddziały radzieckie przybyły jednak na zagrożony odcinek dopiero wieczorem 20 kwietnia co w efekcie związało 1 KPanc. w dwudniowych walkach obronnych. W centrum i na prawym skrzydle dopiero 20 kwietnia udało się osiągnąć zakładane tempo natarcia, po wycofaniu się oddziałów niemieckich z linii Nysy i pozycji ryglowej Rietschen-Steinbach. W tym samym dniu 10 DP ostatecznie przekroczyła Nysę i wraz z pozostałymi dywizjami przeszła do pościgu za wrogiem.

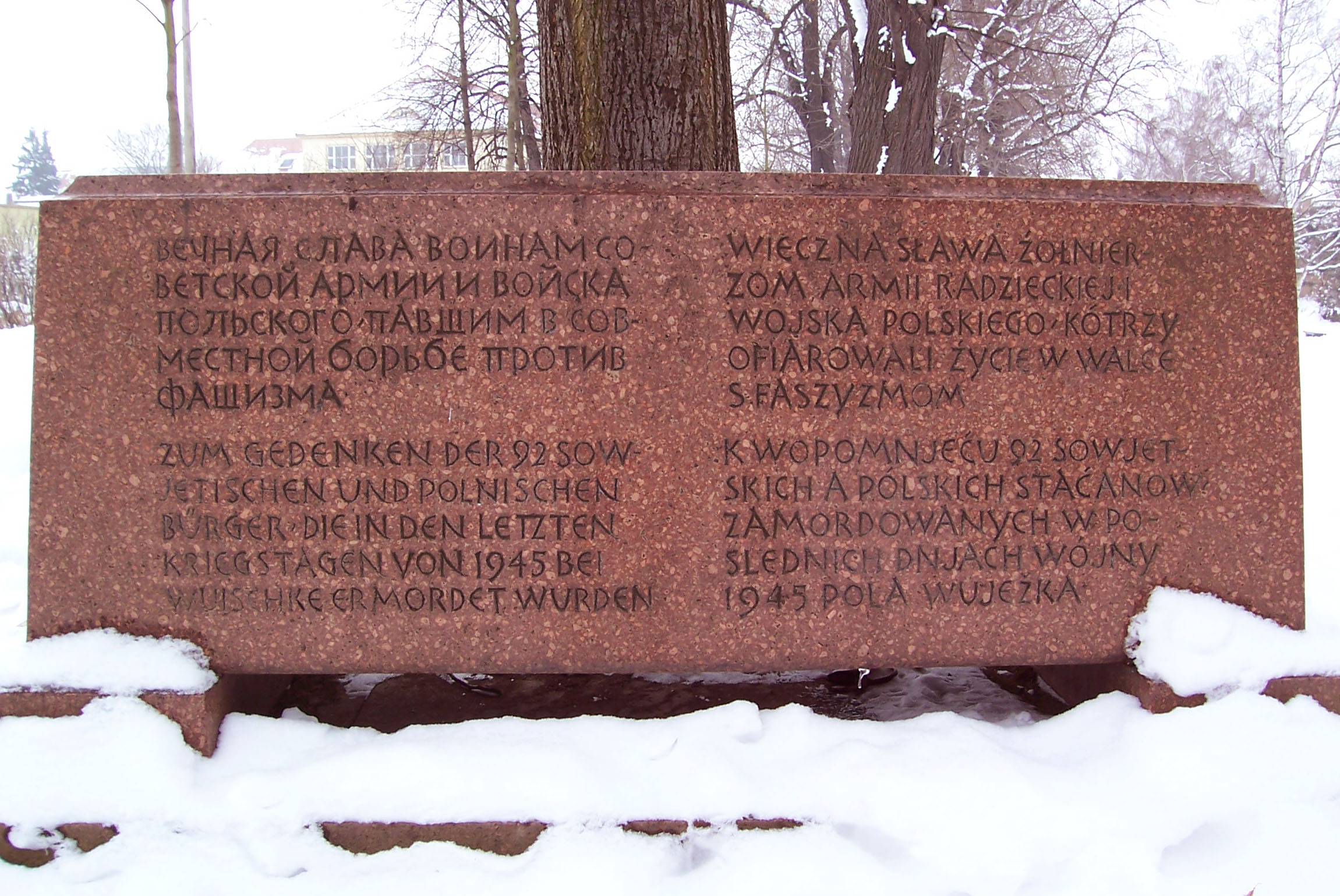
Pomnik radzieckich i polskich ofiar bitwy pod Budziszynem

Brak koordynacji działań pomiędzy pododdziałami doprowadził do dalszego rozczłonkowania ugrupowania armii. Podczas gdy wieczorem 20 kwietnia czołowe 5 DP i 9 DP wraz z 3 BPanc. znajdowały się na linii Königswartha-Budziszyn to 10 DP była zaledwie 10 km na zachód od Nysy. Na prawym skrzydle powstała 40 km luka, na północ od której spłynęły niemieckie dywizje znad Nysy (615 Dywizja do zadań specjalnych i 545 Dywizja Grenadierów Ludowych oraz elementy Dywizji Grenadierów Pancernych „Brandenburg”). Skoncentrowały się one w rejonie Spreefurtu, położonego mniej więcej pośrodku luki w prawym skrzydle. Na lewym skrzydle, Niemcy nocą z 20 na 21 kwietnia dokonali przegrupowania w kierunku zachodnim z zamiarem obejścia pozycji obronnych radzieckiej 52 Armii.
W efekcie doszło do tzw. bitwy pod Budziszynem, zakończonej ciężkimi stratami armii. 9 Dywizja Piechoty została doszczętnie zniszczona, cała armia utraciła ponad 20% swojego stanu osobowego, ponad 20% artylerii i 60% pojazdów pancernych.

### Operacja praska
4 maja armia dostała rozkaz wzięcia udziału w operacji praskiej, na kierunku Wartha – Praga z zadaniem przejść do natarcia z rubieży Kamenz – Tauer w kierunku Pirny i we współdziałaniu z sąsiadami zniszczyć drezdeńsko-zgorzeleckie zgrupowanie nieprzyjaciela, opanować rubież Łaby i rozwinąć pościg w kierunku Pragi; osłaniać od wschodu głównego uderzenia 1 Frontu Ukraińskiego z okolic Miśni na Pragę.
Przed frontem 2 Armii broniły się oddziały niemieckiej 4 APanc, a na głównym kierunku uderzenia: 269 DP. Górzysty teren w pasie działania kanalizował natarcie wzdłuż dróg. W nocy 7 maja nieprzyjaciel ubezpieczając się ariergardami rozpoczął wycofywanie się.
Armia ruszyła do natarcia bez przygotowania artyleryjskiego. W pierwszym rzucie posiadała 9, 5, 8 i 7 BP, wzmocnione artylerią i czołgami, a w drugim 10 DP. Główne uderzenie wykonała na swoim prawym skrzydle (9 i 5 DP).
W pasie natarcia 5 DP wprowadzony został 1 KPanc z zadaniem kontynuowania pościgu w kierunku Bischofswerda.
Pod koniec dnia 9 DP opanowała rubież Röderhäuser, Burkau, a 5 DP – Taschendorf, Spittwitz.
8 maja Niemcy bronili się w lasach na południe od Ulbersdorf, organizując obronę na wzgórzach.
2 BPanc obeszła rejon umocniony Polenz i osiągnęła Hohenstein. Dalsze natarcie prowadzone było przez silnie broniony wąwóz. Do godz. 24.00 opanowano przeprawy na Łabie.
5 DP osiągnęła rubież Hohenstein – Krumhermsdorf, a 8 DP, po opanowaniu Budziszyna, jako pierwsza wkroczyła na terytorium Czechosłowacji.
9 maja 2 AWP kontynuowała pościg w kierunku Krásná Lípa, Žandov, Mělník. W pierwszym rzucie nacierały 5, 8 i 7 DP, w drugim 9 i 10 DP. 1 KPanc przegrupowano na lewe skrzydło armii w pas natarcia 7 DP.
10 maja oddziały armii kontynuowały pościg, a 11 maja, w momencie zakończenia działań bojowych, osiągnęły: 5 DP – Rychnov, 7 DP – Liběchov, 8 DP – Úštěk, 9 DP – Chlum, 10 DP – Tuhaň. Działające na czele ugrupowania oddziały pancerne dotarły do Křešice i płn. przedmieść Pragi.
Natarcie armii prowadzone było z dużym rozmachem. Od 7 maja i do 10 maja jednostki armii posunęły się na ponad 100 kilometrów, osiągając rejon Mělníka, praktycznie nie ponosząc strat (niespełna 100 zabitych i 900 rannych).

## Po wojnie
Po zakończeniu działań wojennych armia została przegrupowana w rejon Wrocławia. 17 maja została wyłączona ze składu 1 Frontu Ukraińskiego i przeszła pod rozkazy Naczelnego Dowództwa WP. Od końca maja do rozwiązania związku w sierpniu 1945, dywizje piechoty armii skierowano do ochrony granicy zachodniej na Odrze i Nysie Łużyckiej.
Na podstawie rozkazu ND WP nr 0510/Oper., we wrześniu 1945 roku rozformowano dowództwo 2 Armii Wojska Polskiego.

## Skład armii
Organizacja armii była wzorowana na Armii Radzieckiej, jednak ze względu na dotkliwy brak kadry oficerskiej, 2 Armia nie posiadała pośredniego stopnia dowodzenia (korpusu) pomiędzy sztabem armii i jednostkami wchodzącymi w jej skład. Dowództwo armii było zorganizowane praktycznie w identyczny sposób jak dowództwo armii radzieckich i składało się z:

### Dowództwo
- ścisłe dowództwo (dowódca i dwóch zastępców oraz ich adiutanci)
- sztab
- zarząd polityczno-wychowawczy
- dowództwo artylerii
- dowództwo wojsk pancernych i zmotoryzowanych
- szefostwo wojsk inżynieryjno-saperskich
- szefostwo oddziału łączności
- szefostwo oddziału chemicznego
- szefostwo oddziału kadr
- prokuratura wojskowa armii
- sąd wojskowy armii
- kwatermistrzostwo

Ogółem, według etatu dowództwo armii liczyło: 14 generałów, 408 oficerów, 56 podoficerów i 64 szeregowców i pracowników cywilnych.

### Związki taktyczne i oddziały
Początkowo w skład 2 Armii wchodziły:
- 5 Dywizja Piechoty
- 6 Dywizja Piechoty
- 7 Dywizja Piechoty
- 8 Dywizja Piechoty
- 4 Brygada Saperów
- 5 samodzielny pułk czołgów ciężkich
- 33 samodzielny zmotoryzowany batalion pontonowo-mostowy
- 3 samodzielny batalion obrony przeciwchemicznej
- służby tyłowe i łączności

W październiku 1944 ze składu armii wyłączono 6 DP a na jej miejsce włączono 9 Dywizję Piechoty oraz włączono do armii:
- 5 Brygadę Artylerii Ciężkiej
- 9 Brygadę Artylerii Przeciwpancernej
- 3 Dywizję Artylerii Przeciwlotniczej
- 3 samodzielny pułk moździerzy
- 16 Brygadę Pancerną

Przy czym brygada artylerii ciężkiej i brygada pancerna były włączone jedynie nominalnie, gdyż faktycznie ich formowanie nie zostało jeszcze ukończone i jednostki te nie przybyły na tereny rozmieszczenia armii.
20 lutego 1945 do armii dołączono 10 DP i 14 Samodzielną Brygadę Artylerii Przeciwpancernej, a 25 lutego dołączono faktycznie 16 Brygadę Pancerną i 28 samodzielny pułk artylerii pancernej. Pod koniec marca, dołączono jeszcze 1 Korpus Pancerny, a na początku kwietnia 2 Dywizję Artylerii.

## Obsada personalna Dowództwa 2 AWP

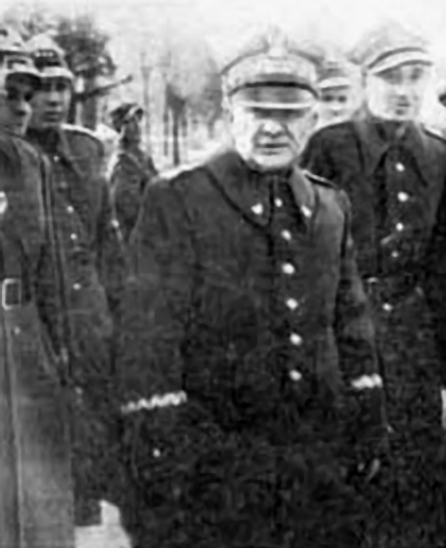
Gen. Karol Świerczewski

Obsada personalna Dowództwa 2 AWP
- dowódca armii
  - gen. dyw. Karol Świerczewski (8 VIII – 24 IX 1944 i od 26 XII 1944)
  - gen. dyw. Stanisław Popławski (25 IX – 25 XII 1944)
- zastępca dowódcy armii ds. liniowych – gen. bryg. Józef Sankowski (11 IX 1944 – 10 IV 1945)
- zastępca dowódcy armii ds. polityczno-wychowawczych – ppłk Edmund Pszczółkowski (od 17 IX 1944)
- szef sztabu armii
  - p.o. płk Sergiusz Noss (28 VIII – 7 IX 1944)
  - płk Adam Daszkiewicz (8 IX 1944 – 10 IV 1945)
  - gen. bryg. Józef Sankowski (od 11 IV 1945)
- dowódca artylerii
  - gen. bryg. Jan Pyrski (30 VIII 1944 – 16 IV 1945)
  - płk Aleksiej Griszkowski (od 30 IV 1945)
- dowódca wojsk pancernych i zmotoryzowanych
  - płk Andriej Nikulin (17 IX – 3 XII 1944)
  - gen. bryg. Jan Mierzycan (od 4 XII 1944)
- szef oddziału operacyjnego – płk Sergiusz Noss (od 25 VIII 1944)
- szef oddziału rozpoznawczego – płk Igor Krzyżanowski (od 8 IX 1944)
- szef zarządu polityczno-wychowawczego – mjr Jan Górecki (od 8 IX 1944)
- szef wojsk inżynieryjnych – płk inż. Jan Gaber (od 20 VIII 1944)
- szef oddziału łączności
  - płk Michał Riabcew (od 21 X 1944 – 30 IV 1945)
  - płk Wasyl Pomykałow (od 1 V 1945)

Antoni Skulbaszewski

- szef oddziału chemicznego – ppłk Ludwik Prokopowicz (od 20 VIII 1944)
- szef oddziału kadr – płk Aleksander Spigłasow (od 20 VIII 1944)
- kwatermistrz armii
  - płk Osip Gwozdiuk (10 IX – 14 XI 1944)
  - płk Bazyli Jewtiejew (od 15 XI 1944)
- szef sztabu kwatermistrzostwa
  - płk Aleksander Koczubej (23 VIII – 4 X 1944)
  - płk Wiktor Sienkiewicz (od 7 X 1944)

- przewodniczący sądu wojskowego – płk Stefan Piekarski (od 8 X 1944)
- prokurator armii
  - por. Jakub Prokopowicz (13 IX – 18 XI 1944)
  - por. Jan Rymkiewicz (19 XI 1944 – 17 IV 1945)
  - kpt. Antoni Skulbaszewski (od 18 IV 1945)